# ولی ویو، شهرستان اسکویکیل، پنسیلوانیا
ولی ویو، شهرستان اسکویکیل، پنسیلوانیا (به انگلیسی: Valley View, Schuylkill County, Pennsylvania) یک مکان مختص سرشماری در ایالات متحده آمریکا است که در شهرستان سچویلکیلل، پنسیلوانیا واقع شده‌است.

## خصوصیات
ولی ویو ۸٫۵ کیلومترمربع مساحت و ۱٬۶۷۷ نفر جمعیت دارد.